# 9299 Vinceteri
9299 Vinceteri là một tiểu hành tinh vành đai chính với chu kỳ quỹ đạo là 1478.4460431 ngày (4.05 năm).
Nó được phát hiện ngày 13 tháng 5 năm 1985.